# چاقوی زنجان
چاقوی زنجان یکی از صنایع دستی زنجان_ایران است که از شهرت جهانی برخوردار است. چاقوسازی در میان صنایع دستی استان زنجان رتبهٔ نخست را دارد و حدود ۱۰ هزار نفر به‌طور مستقیم در این صنعت مشغول به‌کارند.

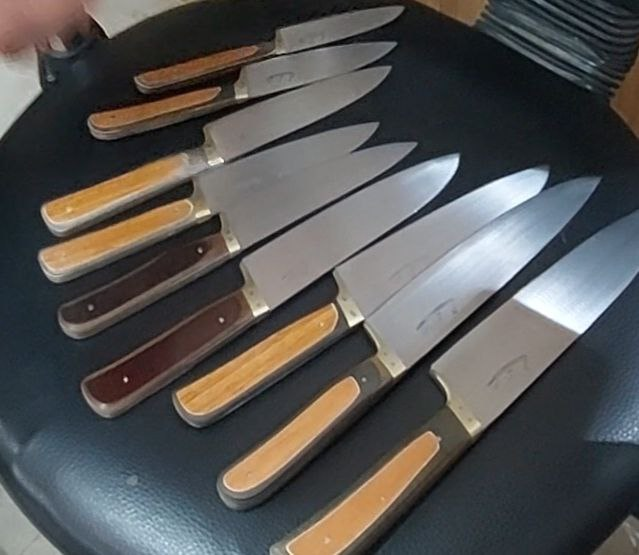
چاقو اصل زنجان

هنرمندان چاقوساز روش‌های مختلفی برای متمایز کردن تولیدات‌شان دارند: بعضی نامشان را روی تیغه حک می‌کنند و برخی دیگر با نقش‌هایی خاص محصول‌شان را شناسه‌دار می‌کنند. در ساخت چاقوی زنجان مواد مختلفی همچون سنگهای قیمتی، جواهرات، نخ، تکه‌هایی از پوسته‌های دریایی و شاخ و عاج استفاده می‌شود. بر اساس ظاهر و تعداد قطعات، می‌توان چاقوی زنجان را به دو گروه ساده و پیچیده تقسیم کرد. چاقوهای ساده خود به دو دسته تقسیم می‌شوند: یکی چاقوهایی با دسته‌ای از شاخ بز یا گاو که یک تیغه منفرد دارند و توسط دو ناخن به دسته وصل می‌شوند و فنر هم ندارند. دستهٔ دیگر چاقوها دارای یک تیغه، دسته و فنر هستند و در اندازه‌های مختلف تولید می‌شوند. نوع خاصی از چاقوهای دستهٔ دوم برای برش قلم‌های خوشنویسی هم استفاده می‌شود.
در سال‌های اخیر چاقوهایی در چین تولید و به‌صورت قاچاق وارد ایران می‌شوند و پس از آن‌که مُهر «زنجان» می‌خورند به سایر کشورها ارسال می‌شوند.